# Saint-Marcellin-en-Forez
Saint-Marcellin-en-Forez là một xã trong tỉnh Loire miền trung nước Pháp.